# A Wild Romance
A Wild Romance es el tercer álbum de estudio de la banda alemana de synth-pop The Twins, lanzado en 1983 por Hansa Records. El álbum alcanzó el número 30 en las listas de álbumes de Alemania, y contenía los dos mayores éxitos de la banda, "Ballet Dancer" (nº 19) y "Love System" (nº 27).

## Lista de canciones
Lado uno
1. "Love System" (Michael Gerlach, Sven Dohrow) – 4:20
2. "Ballet Dancer" – 3:25
3. "A Wild Romance" – 4:42
4. "Private Eye" – 4:44
5. "Facts of Love" – 3:37
6. "Criminal Love" (Dohrow) – 3:50

Lado dos
1. "Not the Loving Kind" – 3:57
2. "Must Have Her Back" – 3:37
3. "Why Don't You" – 3:59
4. "Men of Destiny" – 3:49
5. "Between the Woman and You" – 6:05

Todas las canciones escritas por Ronny Schreinzer y Sven Dohrow, excepto donde se anota.
En ediciones posteriores en CD, se incluyen "A Little More Alive" y "Heaven In Your Smile".